# Protanguilla
Protanguilla is een geslacht van kleine palingen uit de familie Protanguillidae die inheems is in Palau. Het geslacht heeft één enkele soort, Protanguilla palau, en wordt beschouwd als een levend fossiel. Exemplaren ervan werden in maart 2009 ontdekt in een diepe onderwatergrot in een rif voor de kust van Palau.

## Ontdekking
Protanguilla werd door Jiro Sakaue ontdekt in een 35 meter diep kustrif.

## Beschrijving
Vergeleken met de echte palingen, heeft Protanguilla een overproportioneel groot hoofd, kenmerkende kraag-vormige kieuwspleten, maar licht ontwikkelde staartvinnen en een kort samengedrukt lichaam. Het dier heeft bepaalde eigenschappen die primitiever zijn dan die van hedendaagse palingen en sommige die zelfs primitiever zijn dan die van de oudste bekende fossiele palingen.